# Brugnac
Brugnac ist eine Gemeinde im Südwesten Frankreichs und liegt im Département Lot-et-Garonne in der Region Nouvelle-Aquitaine (bis 2016: Aquitanien).
Die Bewohner werden Brugnacais genannt.

## Geographie
Die Gemeinde liegt zwischen Marmande und Villeneuve-sur-Lot und wird aus den Orten Mirail, Bernifau, Baruteau, Barrails, Augès sowie Verdegas aufgebaut.
Umgeben wird Brugnac von den folgenden Nachbargemeinde:
|                         | Coulx                                       |                     |
| Verteuil-d'Agenais      | Kompassrose, die auf Nachbargemeinden zeigt | Monclar             |
| Grateloup-Saint-Gayrand | Laparade                                    | Castelmoron-sur-Lot |

## Geschichte
Die ehemalige Gemeinde Verdegas wurde aufgelöst und am 26. Juli 1826 in die Gemeinde Brugnac eingegliedert. 

## Demographie
Die Bevölkerungsentwicklung in Brugnac wird seit 1800 dokumentiert. Mit Ausnahme von 2006 wurden jährlich Statistiken durch das Insee veröffentlicht.
2015 zählte die Gemeinde 179 Einwohner, was ein Rückgang von 11,82 % gegenüber 2010 bedeutet. 
| Jahr      | 1800 | 1846 | 1876 | 1901 | 1946 | 1975 | 1999 | 2008 | 2018 |
| --------- | ---- | ---- | ---- | ---- | ---- | ---- | ---- | ---- | ---- |
| Einwohner | 422  | 733  | 558  | 471  | 285  | 203  | 167  | 189  | 185  |

## Sehenswürdigkeiten
- Kirche Saint-Hilaire von Verdegas; sie wurde zwischen 1142 und 1149 der Abtei La Sauve-Majeure durch den Bischof von Agen, Raymond-Bernard du Fossat, übergeben
- Diakonische Kirche Notre-Dame in Cambes: Romanisches Chorhaus, vermutlich aus dem 12. Jahrhundert; Langhaus aus dem 15. Jahrhundert
- Diakonische Kirche Saint-Pierre in Brugnac: Im 14. Jahrhundert erwähnt, zwischen 1874 und 1898 wiederaufgebaut

## Persönlichkeiten
- Achille-Henri, Herr von Verdegas (nach 1607 gestorben); Gelehrter, Dichter und Vermittler